# De Club van Sinterklaas: MeeZingCeeDee's
MeeZingCeeDee's en Pieten Avonturen waren een zogeheten spaaractie van supermarktketen Super de Boer met betrekking tot de televisieserie De Club van Sinterklaas. De cd's waren in het jaar 2007 deel van De Club van Sinterklaas & De Speelgoeddief en in 2008 De Club van Sinterklaas: De Grote Onbekende. Een reeks hoorspelen waren ook deel van de actie. De liederen zijn geschreven en gecomponeerd door voornamelijk Harold Verwoert, John Dirne en Paul Passchier. Eerder in 2004 was er ook een spaaractie waarbij de single getiteld titelsong De brieven van Jacob van Coole Piet werd weggegeven.

## Cd's 2007: MeeZingCeeDee's
Deel van elke cd is een origineel Clublied en een traditioneel sinterklaasliedje. De liedjes zijn geschreven door H. Verwoert en gecomponeerd en/of gearrangeerd door J. Dirne.
1. Coole Piet - Super! (Clublied) / Daar wordt aan de deur geklopt (traditioneel)
2. Testpiet - Wie  moet ik nou kiezen? (Clublied) / Oh, kom er eens kijken (traditioneel)
3. Muziekpiet - Lied van de shake (Clublied) / Jongens heb je 't al vernomen (traditioneel)
4. Profpiet - Ik kan niet heksen (Clublied) / Zachtjes gaan de paardenvoetjes (traditioneel)
5. Hoge Hoogte Piet - Het gevaar (Clublied) / Op de hoge daken (traditioneel)
6. Hulppiet - Schoentje zetten (Clublied) / Hij komt die lieve goede Sint (traditioneel)
7. Kleurpiet - Ik geef de wereld kleur (Clublied) / De zak van Sinterklaas (traditioneel)
8. Hokuspokuspiet - Wit konijn (Clublied) / Zie ginds komt de stoomboot (traditioneel)
9. Acrobaatpiet - Ik ben de acrobatenpiet (Clublied) / Hop, hop, hop (traditioneel)
10. Testpiet en Coole Piet - Samen op de daken (Clublied) / Vijf december (Clublied door de Club van Sinterklaas)

## Cd's 2008: Pieten Avonturen
Deel van elke cd is een hoorspel, een origineel Clubliedje, een grap en een woord uit het 'rode draad' raadsel. Als de verzamelaar alle cd's heeft vormen de woorden één lange zin. Alle liedjes zijn geschreven door P. Passchier en gecomponeerd en/of gearrangeerd door H. Pool. De hoorspelen zijn van de hand van P. Passchier.
1. Sinterklaas - Sinterklaas op zoek naar het Grote Boek (hoorspel)
2. PJ - De snurk van PJ (hoorspel) / Siësta rules (Clublied)
3. Danspiet - Toen Danspiet niet kon dansen (hoorspel) / Altijd maar dansen (Clublied)
4. Testpiet - De droom van Testpiet (hoorspel) / Prins Piet (Clublied)
5. Muziekpiet - Muziekpiet zingt in Las Vegas (hoorspel) / Amerika, ik kom eraan (Clublied)
6. Hoge Hoogte Piet - Het mysterie van de verdwenen schoenkadootjes (hoorspel) / Hoog, hoog, hoog (Clublied)
7. Profpiet - Profpiet en zijn briljante uitvindingen (hoorspel) / Een prof is een prof (Clublied))
8. Hulppiet - Het geverfde voetbalveld (hoorspel) / Ik ben gelukkig als ik helpen kan (Clublied)
9. Hokuspokuspiet - Hokuspokuspiet en het sleuteltje van Sinterklaas (hoorspel) / Als je groot bent (Clublied)
10. Kleurpiet - De kleuren van de regenboog (hoorspel) / Laat me lekker kleuren (Clublied)
11. Acrobaatpiet - De gestolen gouden pepernoot (hoorspel) / Ik ben altijd in balans (Clublied)
12. Amerigo - Hoe Amerigo het paard van Sinterklaas werd (hoorspel) / Draven in het maanlicht (Clublied)